# International Roadmap for Devices and Systems
Die International Roadmap for Devices and Systems (IRDS) ist der Nachfolger der International Technology Roadmap for Semiconductors (ITRS) sowie deren ITRS 2.0 Fassung.
Sie gilt ab 2016 als neuer Meilensteinplan für die Halbleiterindustrie mit Unterstützung des IEEE. Dabei berücksichtigt die neue Roadmap neue Technologien, nicht nur CMOS.
Sie wird jährlich publiziert bzw. aktualisiert, jedoch nicht im Jahr 2019.
Der Name der Roadmap ist mit einem Trademark (Markenzeichen) geschützt.

## Reports

### Themengebiete
Expertenteams, sog. International Focus Teams (IFTs), erarbeiten Reports und Whitepapers in den folgenden Themenbereichen:
- Systems and Architectures
- Outside System Connectivity
- More Moore
- Yield Enhancement
- Factory Integration
- Lithography
- Beyond CMOS and Emerging Materials Integration
- Cryogenic Electronics and Quantum Information Processing
- Metrology
- Application Benchmarking
- Packaging Integration

### Reports
- 2022: IEEE: INTERNATIONAL ROADMAP FOR DEVICES AND SYSTEMS 2022 EDITION – EXECUTIVE SUMMARY (= INTERNATIONAL ROADMAP FOR DEVICES AND SYSTEMS (TM)). 2022 (ieee.org [PDF]).

Siehe auch die IRDS Webseite für alle Ausgaben